# Thiemea
Thiemea là một chi rêu trong họ Dicranaceae.